# 阿部周吉
阿部 周吉（あべ しゅうきち、1853年 - 1927年）は幕末から明治・大正期の滋賀県の実業家。

## 経歴
1853年（嘉永5年）、近江国甲賀郡水口宿本陣の鵜飼家に生まれる。幼時巖谷一六・小波等の知遇を得、白峰と号して書・詩を嗜む。近江国能登川の近江商人の老舗阿部市郎兵衛家分家阿部利兵衛家の養子となり第2代利兵衛娘なをと結婚し家督を継ぐ。その後金巾製織（現在の東洋紡の前身のひとつ）、近江銀行、関西鉄道などを発起人のひとりとして創業。金巾製織専務、大和紡績（やまとぼうせき、現在のユニチカの前身のひとつ）社長、能登川村長などを歴任。1927年（昭和2年）2月18日74歳で死去。

## 親族
長女はつは膳所藩筆頭家老戸田資慶長男元寿と結婚。元寿は阿部周吉の養子となり家督を継ぐ。二女たかは三重県関町旧家田中庄右衛門家嫡子亀蔵に嫁ぐ。亀蔵弟田中岩吉は東京商船大学学長。三女ふくは北澤家・秦家に嫁ぎ、子に北澤恒彦（評論家）、秦恒平（作家）、孫に黒川創（作家、評論家）、北澤街子（画家、作家）、秦建日子（作家、脚本家）。